# Nürnberg
Nürnberg nagyváros Németországban, Bajorország szövetségi tartományban. Lakosainak száma közel 500 ezer fő (2006. május), ezzel München után Bajorország második legnépesebb városa. A szomszédos Fürth és Erlangen városokkal együtt Észak-Bajorország legfontosabb gazdasági és kulturális központja.

## Földrajz
Nürnberg Közép-Frankföldön, a Pegnitz-folyó jobb és bal partján terül el. A várostól 80 km-re északkeletre eredő Pegnitz a városhatárt átlépve kelet-nyugati irányban 14 km hosszan folyik át a városon, majd a város területét elhagyva Fürth belvárosától néhány km-re északra a Rednitz-folyóval együtt a Regnitz-folyóba ömlik.

## Éghajlat
| Hónap                          | Jan.  | Feb.  | Már.  | Ápr. | Máj. | Jún. | Júl. | Aug. | Szep. | Okt. | Nov.  | Dec.  | Év    |
| ------------------------------ | ----- | ----- | ----- | ---- | ---- | ---- | ---- | ---- | ----- | ---- | ----- | ----- | ----- |
| Rekord max. hőmérséklet (°C)   | 15,0  | 19,3  | 23,7  | 31,0 | 32,2 | 35,1 | 38,6 | 37,6 | 32,3  | 27,7 | 20,4  | 15,1  | 38,6  |
| Átlagos max. hőmérséklet (°C)  | 2,5   | 4,4   | 9,2   | 14,4 | 19,4 | 22,8 | 24,6 | 24,2 | 19,4  | 13,9 | 7,2   | 3,5   | 13,8  |
| Átlaghőmérséklet (°C)          | 0,0   | 0,8   | 4,7   | 9,0  | 14,0 | 16,9 | 19,1 | 18,4 | 14,0  | 9,3  | 4,2   | 1,0   | 9,3   |
| Átlagos min. hőmérséklet (°C)  | −3,1  | −2,9  | 0,4   | 3,3  | 8,0  | 12,1 | 13,3 | 12,7 | 9,0   | 5,2  | 1,2   | −1,8  | 4,8   |
| Rekord min. hőmérséklet (°C)   | −25,4 | −30,2 | −18,3 | −9,2 | −4,3 | 0,0  | 3,1  | 0,6  | −2,7  | −7,3 | −12,7 | −23,0 | −30,2 |
| Átl. csapadékmennyiség (mm)    | 42    | 37    | 47    | 40   | 61   | 66   | 80   | 64   | 50    | 53   | 47    | 51    | 637   |
| Havi napsütéses órák száma     | 58    | 87    | 117   | 175  | 216  | 218  | 235  | 219  | 161   | 114  | 57    | 43    | 1701  |
| Forrás: Deutscher Wetterdienst |       |       |       |      |      |      |      |      |       |      |       |       |       |

## Története

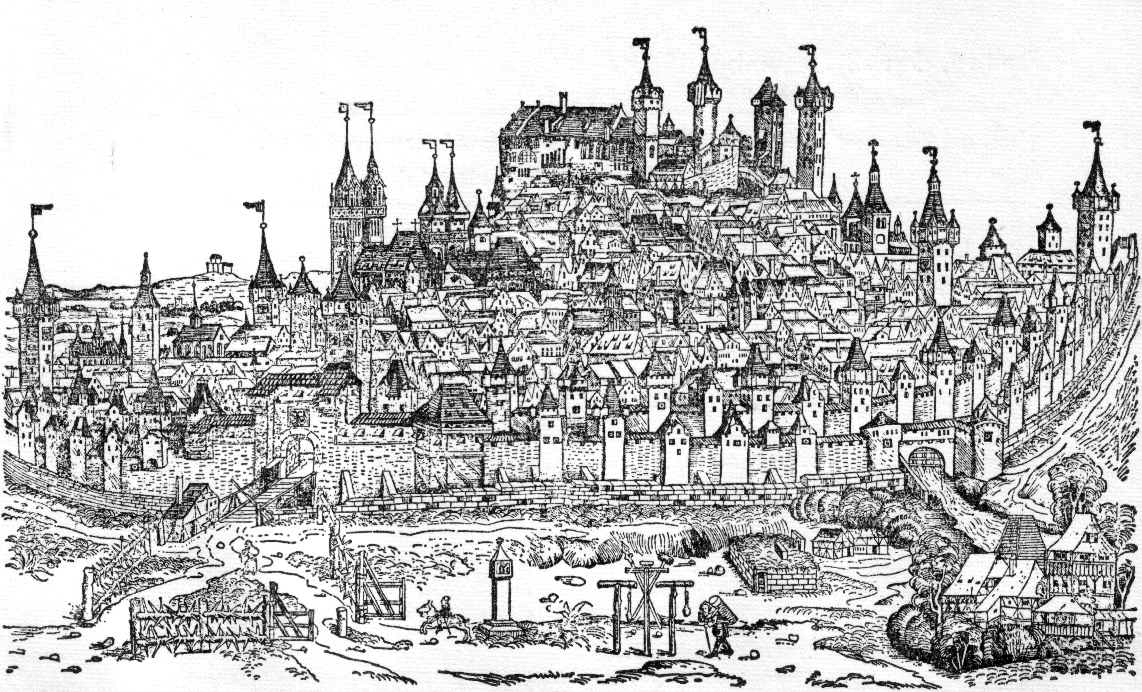
Nürnberg legrégebbi nyomtatott látképe Schedel Világkrónikájában, 1493

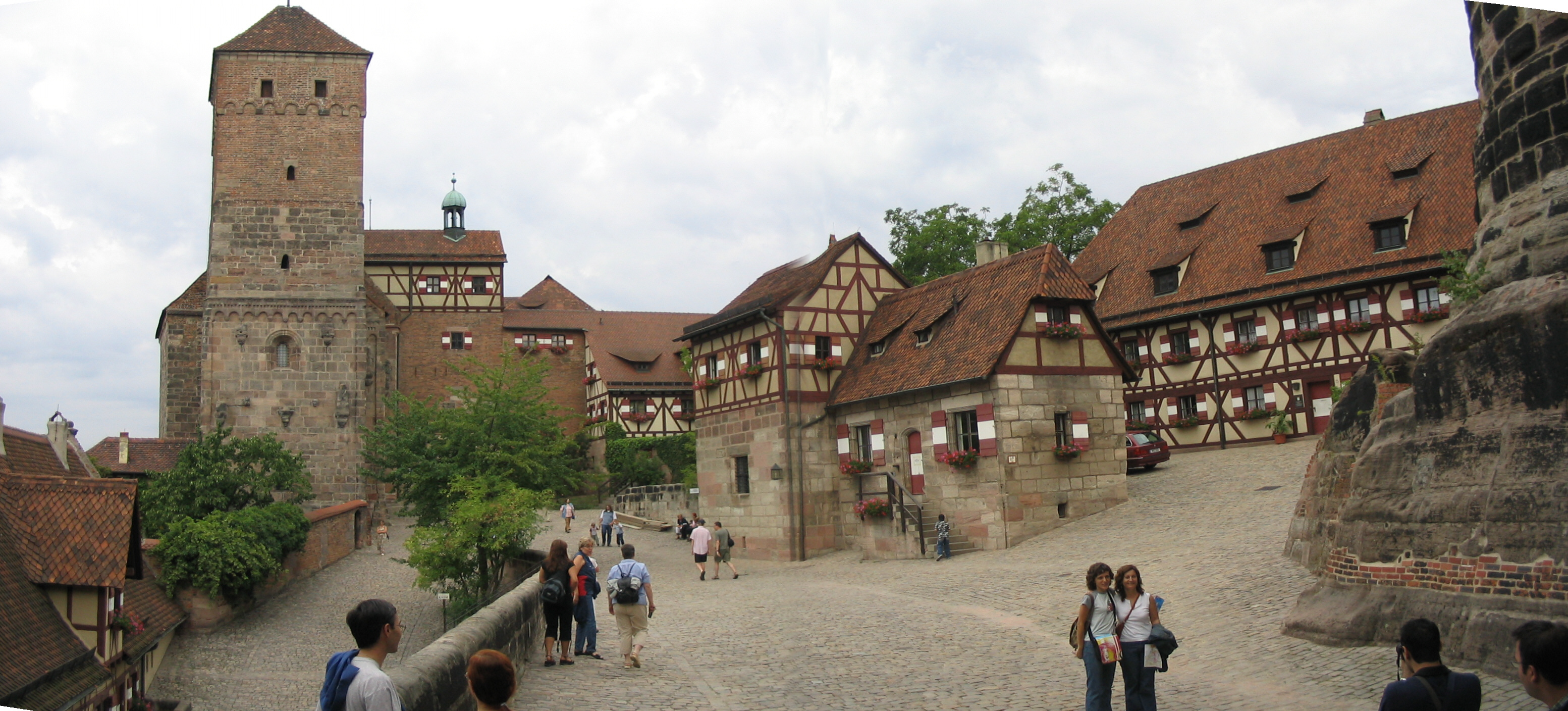
A nürnbergi vár udvara napjainkban

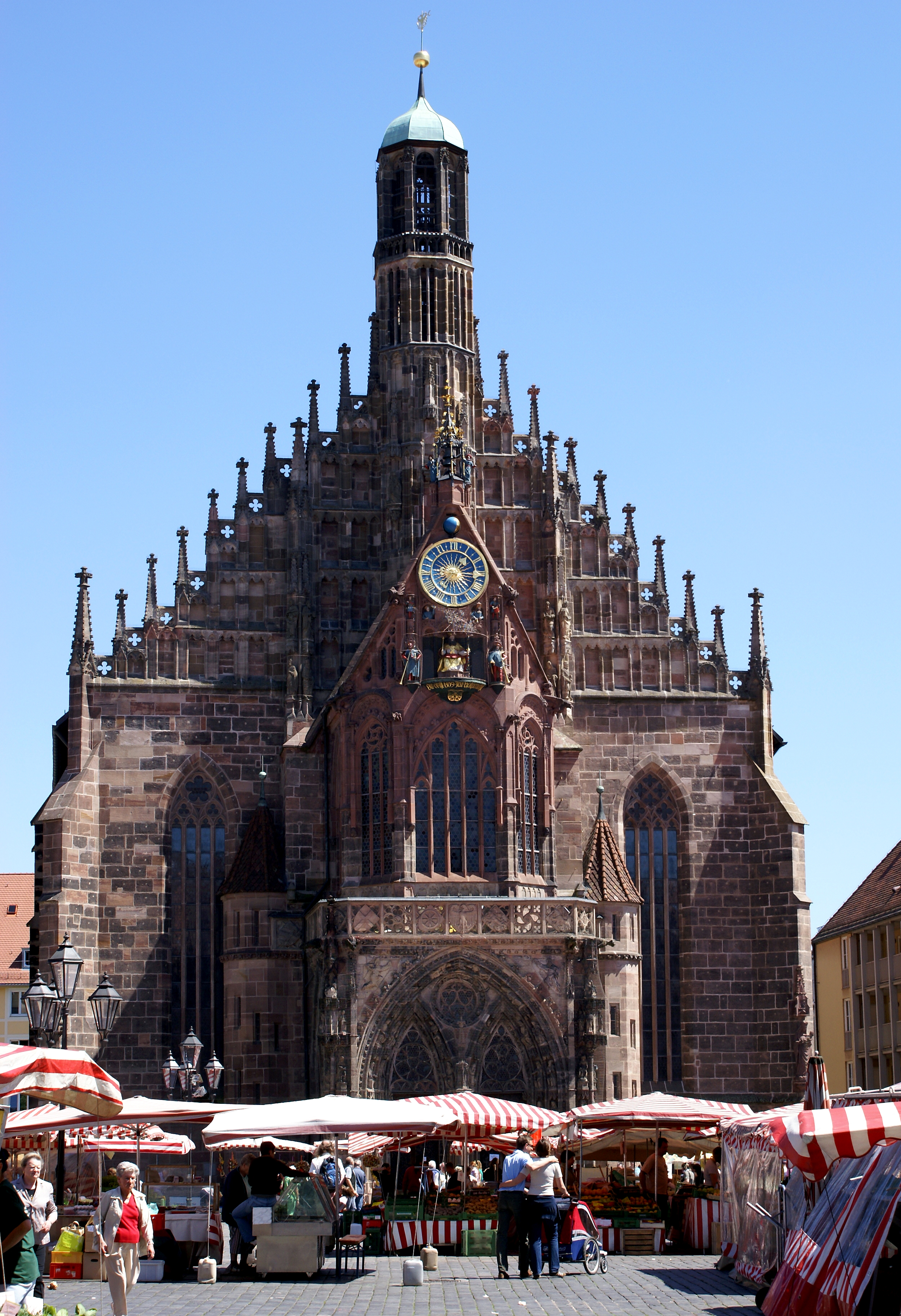
A Miasszonyunk templom Nürnberg főpiac terén

### A kezdetek
A várost említő legkorábbi írásos emlék az 1050-ben III. Henrik német-római császár által kiállított úgynevezett Sigena-okirat, amelyben Nuorenberc (sziklás hegy) néven szerepel. A nürnbergi vár nem sokkal ezután már fontos katonai támaszpontként szolgált. A vár alatti település valószínűleg ekkoriban kaphatott vásártartási jogot. A II. Frigyes német-római császár által 1219-ben kiállított „nagy szabadságlevél“ biztosítja Nürnbergnek a szabad birodalmi város jogait. Egészen 1427-ig várgrófok kormányozták a várost, amikor is az utolsó várgróf, VI. Frigyes eladta címét „Nürnberg város tanácsának“. Ettől az időponttól egészen a város Bajorországhoz történő csatolásáig a városi tanács határozta meg a város politikai életét.

### Virágkor
Sok német-római császár választotta Nürnberget tartózkodási helyéül, köztük IV. Károly is, aki 1356-ban Nürnbergben adta ki a Német Aranybullát, amely tartalmazta azt a rendeletet, mely szerint itt volt köteles minden újonnan megválasztott császár első birodalmi gyűlését megtartani. 1423-ban Luxemburgi Zsigmond a város gondjaira bízta a birodalmi koronázási jelvényeket, amelyeket egészen a 19. század elejéig itt őriztek. Nagyjából az 1470-1530 közötti időszak számít a város virágkorának. A város gazdagságát kiváló kézművesiparának és a kereskedelem szempontjából kedvező fekvésének köszönhette. Ebben az időszakban Nürnberg Köln és Prága mellett a Német-római Birodalom egyik legnagyobb városának számított.
A harmincéves háború alatt Nürnberg környéke évekig hadszíntér volt. A várost ugyan nem foglalták el, viszont a közelben dúló harcok tartósan gyengítették gazdaságát. A háború után, 1649-ben Nürnbergben került sok az ún. „békevacsorára“ (Friedensmahl), amelynek során a korábban szembenálló felek többnapos vigasságok keretében ünnepelték meg a békekötést.

### A 19. és a korai 20. század
1796-1806 között drámai események zajlottak. A szomszédos Ansbach helyi porosz igazgatásának nyomására Nürnberg végül alávetette magát a porosz uralomnak, az erre vonatkozó szerződést azonban nem hajtották teljesen végre, mert a poroszokat elriasztotta Nürnberg tetemes adósságállománya. Ezzel párhuzamosan folyamatosan nőtt a nürnbergi lakosság bizalmatlansága a város egyre korruptabbnak vélt, patrícius családokból álló vezetése ellen. A város így gyakorlatilag a gazdasági és politikai összeomlás szélére sodródott.
1806-ban Napóleon francia csapatai előbb megszállták, majd végül szeptember 15-én átadták Nürnberget a Bajor Királyságnak, amely hamarosan polgári önkormányzatot létesített és beolvasztotta a várost a királyság közigazgatási rendszerébe. A Bajor Királyság ezzel átvállalta Nürnberg horribilis adósságállományát is.
A 19. század folyamán Nürnberg Bajorország egyik fontos ipari központjává fejlődött. 1835-ben a híres „Adler“ gőzmozdony nyitotta meg az első német vasútvonalat Nürnberg és Fürth között.
Már az 1920-as évek során Nürnberg adott otthont a nemzetiszocialisták első pártgyűléseinek. Nürnbergben azonban az NSDAP mégsem tudta megnyerni a helyi választásokat. A várost ebben az időben elsősorban a liberális DDP kormányozta. Ezzel egyidőben Nürnberg iparvárosként a bajor szociáldemokrácia egyik központjává fejlődött.

### Nürnberg a nemzetiszocializmus idején
Nürnberg a nemzetiszocializmus idején az NSDAP gyűléseinek helyszínévé és a náci propaganda egyik legfontosabb helyszínévé vált. Megkezdődött egy gigantikus, a római Colosseumra emlékeztető pártközpont építése. A nürnbergi faji törvények néven ismert rasszista rendelkezéseket a német törvényhozás 1935. szeptember 15-én, az NSDAP Nürnbergben tartott 7. pártgyűlésének napján fogadta el. Ezzel a nemzetiszocialisták jogi alapokra helyezték antiszemita ideológiájukat. A náci párt központja lévén Nürnberg a második világháború során a szövetséges légierő kedvelt célpontja: 1945. január 2-án célzott légitámadással megsemmisítették a nürnbergi óvárost és igen súlyos károkat okoztak a város egész területén. A károk mértékét az is érzékelteti, hogy a háború után még a szétrombolt város máshol történő újjáépítését is fontolóra vették a nürnbergi polgárok, akik végül az eredeti helyen történő újjáépítés mellett döntöttek.

### A 20. század második fele
A 20. században a város a náci háborús bűnösök 1945 és 1949 között lefolytatott pere, a nürnbergi per nyomán lett közismert. A város újjáépítése Heinz Schmeißner városi főépítész irányítása alatt zajlott. Ennek során az eredeti történelmi városszerkezet helyreállítása volt az elsődleges cél. Bár az eredeti épületek szinte teljesen megsemmisültek, a belváros tereit ennek ellenére a középkort és újkor hajnalát idéző épületegyüttesek uralják.

## Tudomány
Európa egyik legfontosabb technológiai és tudományos központja.

## Gazdaság
Nürnberg kézműipara és kereskedelme nagy múltra tekint vissza.
Ma a városban megtalálható legfontosabb iparágak: az információs és kommunikációs ipar, az energiaipar, az elektronikai ipar, valamint a közlekedési és logisztikai ipar. Nürnberg Hamburg után a második legjelentősebb német nyomdaipari központ, de a piackutatás területén is vezető szerepe van: minden harmadik német piackutató itt dolgozik. A város fekvése folytán komoly jelentőséggel bír az új EU-tagállamokkal történő kereskedelem lebonyolításában is. 2000 júliusában Nürnbergben nyitotta meg európai irodáját Kína Sencsen nevű városa.

## Közlekedés
Németország első vasútvonala Nürnberg és Fürth között nyílt meg, mely ma is üzemel, de már mint a nürnbergi S-Bahn egyik vonala. Nürnberg Hauptbahnhof egyike Németország legforgalmasabb állomásainak. Innen indul a Nürnberg–München nagysebességű vasútvonal is, melyen egyedülálló módon két nagysebességű regionális járat is közlekedik: a München–Nürnberg-expressz és az Allersberg-Express. A városban három metróvonal is üzemel, közülük kettő automata üzemben közlekedik.

## Nevezetességei
- Tornyos kapuk,
- Lorenzer Platz (kedvelt találkahely),
- Szent Lőrinc-templom, előtte az Erény kútja, szemben a Nassauer Haus;
- Schöner Brunnen – Szép kút – (medencéjét finom vonalú reneszánsz rács veszi körül, a híres aranygyűrűvel; a néphit szerint, aki háromszor megforgatja, teljesül a kívánsága),
- Albrecht Dürer háza
- Főtér,
- Kaiserburg,
- Miasszonyunk temploma.
- Reichsparteitagsgelände, a náci párt által rendezett Birodalmi Pártnapok negyede
- Verkehrsmuseum Nürnberg

## Média

### Újságok
A legnagyobbik nürnbergi napilap a Nürnberger Nachrichten (NN), a Nürnberger Zeitung (NZ), Abendzeitung (Ausgabe Nürnberg) és a Bild-Zeitung Nürnberg.

### Televízió
A Bayerische Rundfunk itt székel. Magántelevízió: Franken TV.

### Rádió
- Gong 97,1
- Hit-Radio N1
- Charivari 98,6
- Pirate Radio
- Radio F
- Star FM 99.0

## Híres emberek

### Itt születtek

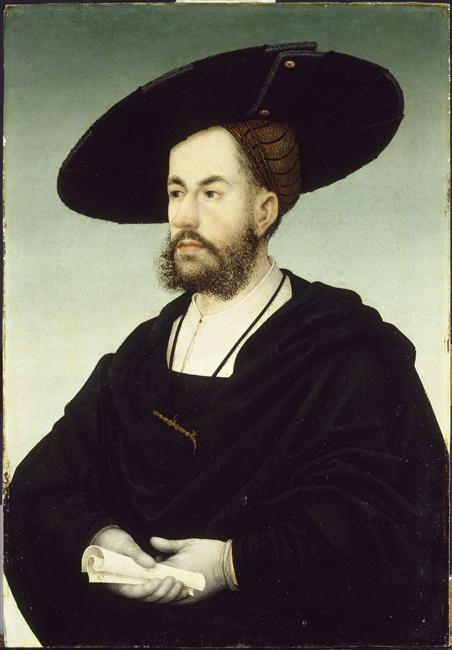
Anton Fugger

- Hartmann Schedel (1440–1514) orvos, történetíró, a Liber Chronicarum (Nürnbergi Krónika) szerzője
- Albrecht Dürer (1471–1528) reneszánsz festő és grafikus
- Anton Fugger (1493–1560) kereskedő és bankár
- Johann Pachelbel (1653–1706) zeneszerző

### Itt éltek/élnek
- Ludwig Andreas Feuerbach (1804–1872) filozófus, antropológus, valláskritikus
- Adam Kraft (1455/1460–1509) szobrász[4]
- Hans Sachs mesterdalnok és zeneszerző[4]
- Peter Henlein (1479/1480–1542)[4]

## Népesség
| Lakosok száma | 392 494 | 499 060 | 470 943 | 488 400 | 495 121 | 501 072 | 511 628 | 515 201 | 510 632 | 526 091 |
|               | 1925    | 1975    | 1987    | 2000    | 2012    | 2014    | 2016    | 2017    | 2021    | 2023    |

|     | Nemzetiség | Népesség (2017) |
| --- | ---------- | --------------- |
| 1.  | Török      | 17 885          |
| 2.  | Román      | 11 802          |
| 3.  | Görög      | 11 581          |
| 4.  | Olasz      | 7 029           |
| 5.  | Lengyel    | 5 943           |
| 6.  | Horvát     | 4 985           |
| 7.  | Bolgár     | 4 713           |
| 8.  | Iraki      | 4 497           |
| 9.  | Ukrán      | 4 275           |
| 10. | Szír       | 3 979           |

## Nemzetközi kapcsolatok
Nürnberg már a középkorban kiemelkedett nemzetközi kapcsolataival. Kézművesek és művészek rendezkedtek be a világ számos részéről a városban. A nürnbergi kereskedők egész Európában gondoskodtak a termékek eladásáról. A második világháború után a különböző nemzetek városai kapcsolatot kötöttek, hogy a nemzetközi egyetértés és az európai egyesülés teljes legyen. Nürnberg igyekezett, és mai is törekszik, hogy neve ne a rémisztő náci terrorhoz fűződjön, így a város kezdeményezte a más városokkal való, emberi jogokért és békéért folyó projekteket. A nemzetközi kapcsolatok és hálózatok minden társadalmi irányból ápoltak, számtalan ember áldozik érte élete munkájával, köztük a polgárok, akik különböző egyesületekben (partnerkapcsolatok) tevékenykednek, a tanárok, akik diákcseréket szerveznek, a művészek, akik testvérvárosokban munkálkodnak és műveiket kiállítják, a tudósok, akik külföldi egyetemekkel és főiskolákkal kooperálnak és különböző ágazatok szakértői, akik külföldi kollégákkal tapasztalatokat cserélnek.

### Nemzetközi Kapcsolatok Hivatala
1991-ben jött létre Nürnberg városánál egy egyedülálló hivatal, amely közvetlenül a főpolgármester hatósága alatt áll. A Nemzetközi Kapcsolatok Hivatala, abból a célból jött létre, hogy a helyi külföldi kapcsolatok eredményesebben és intenzívebben épülhessenek ki, működjenek. A Hivatal (NKH) azóta vezérli a nemzetközi kapcsolatokat, felügyeli a gazdasági-, kulturális- és közigazgatási együttműködést, és főleg Nürnberg partnerváros kapcsolatainak tervezéséért felelős. Hozzátevőleg illetékes a nagyvárosok EUROCITIES tagságáért, valamint ebből kifolyólag nagyprojekteket szervez, mint a Hermann-Kersten-Ösztöndíj, a Partnervárosok Rendezvénye, Partnervárosok Vására és az egykori zsidó polgárok látogatása.

### Testvérváros

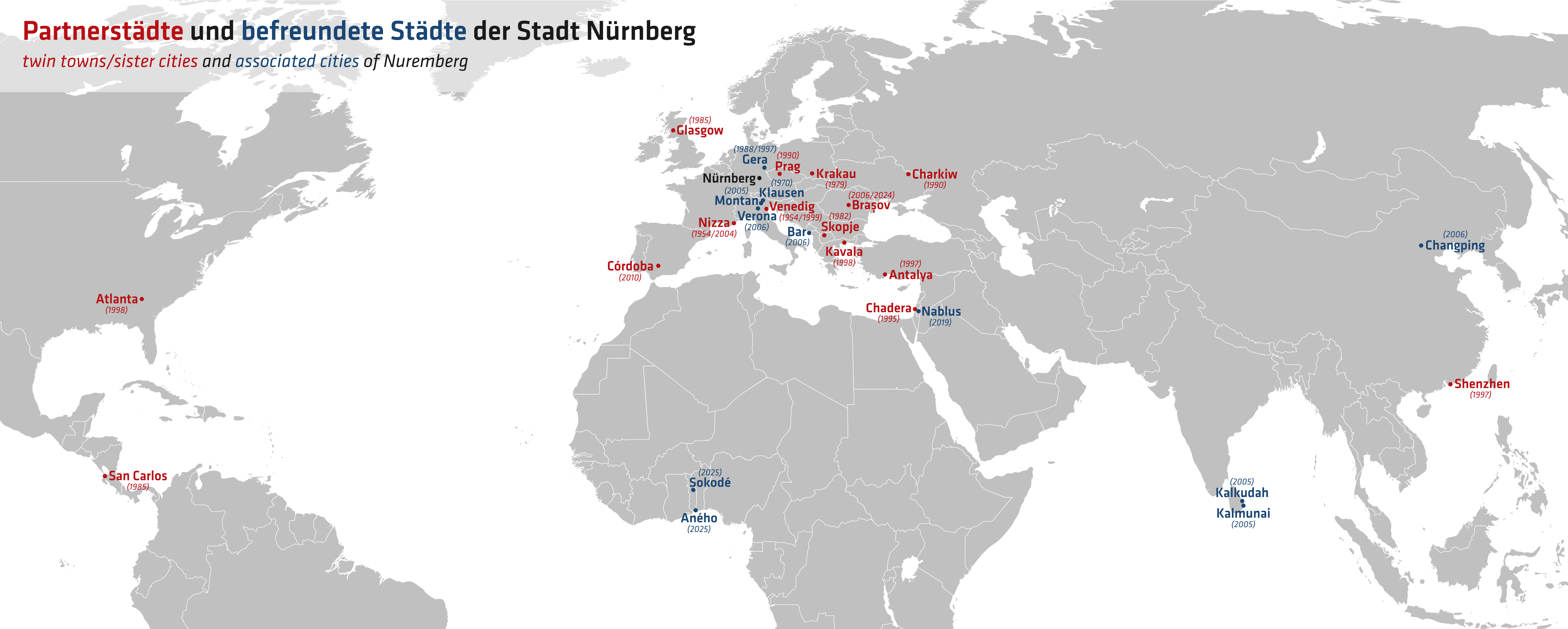
Nürnberg testvérvárosai (piros) és baráti városai (kék)

| - Nizza, Franciaország, 1954 - Krakkó, Lengyelország, 1979 - Szkopje, Macedónia, 1982 - San Carlos, Nicaragua, 1985 - Glasgow, Egyesült Királyság, 1985 - Prága, Csehország, 1990 - Harkiv, Ukrajna, 1990 | - Hadera, Izrael, 1995 - Antalya, Törökország, 1997 - Sencsen, Kína, 1997 - Kavála, Görögország, 1999 - Atlanta, Egyesült Államok, 1998 - Córdoba, Spanyolország, 2010 |

### Baráti város
| - Velence, Olaszország, 1954 - Klausen, Olaszország, 1970 - Gera, Németország, 1988/1997 - Kalkudah, Srí Lanka, 2005 - Verona, Olaszország, 2006 | - Csangping, Kína, 2006 - Brassó, Románia, 2006 - Bar, Montenegró, 2006 - Bologna, Olaszország, 2006 |